# Френк ДеЧікко
Френк ДеЧічко також відомий як «Френкі Д» і «Френкі Чіч» (англ. Frank DeCicco, 5 листопада 1935 — 13 квітня 1986) — американський гангстер та згодом став андербосом злочинної родини Гамбіно в Нью-Йорку.

## Життєпис
Син Вінсента ДеЧікко з Беневенто, Кампанія, солдат злочинної сім’ї Гамбіно, ДеЧікко виріс у Бат-Біч, Брукліні, але дорослим жив на Стейтен-Айленді.
Братом Френка ДеЧікко був солдат Гамбіно Джордж ДеЧікко, а його сестрою була Бетті ДеЧікко. Дядько Френка був капо Гамбіно Джордж ДеЧікко. У Френка було двоє дітей, Вінсент і Грейс. Вінсент помер від раку легенів у 2008 році. Племінником Френка був мафіозі Гамбіно Роберт ДеЧікко.

## Смерть
13 квітня 1986 року ДеЧікко був убитий вибухом у Дайкер-Хайтс, Бруклін, в своєму автомобілі Buick Park Avenue 1985 року випуску за допомогою вибухівки, після візиту до лояльного Кастеллано Джеймса Файлла. Вибух був здійснений Віктором Амузо та Ентоні Кассо з сім'ї Луккезе за наказом Вінсента Гіганте та боса Луккезе Ентоні Коралло, щоб помститися за Кастеллано та Білотті, які вбили їхніх наступників. Готті також планував відвідати Файллу того дня, але скасував візит, і бомба була підірвана після того, як солдата, який їхав разом з ДеЧікко, помилково прийняли за боса.